# Wilson Gouveia
Wilson Gouveia (Fortaleza, 3 de outubro de 1978) é um policial e ex-lutador de MMA brasileiro. Lutava na categoria peso-médio do UFC, tendo dez lutas no evento, somando seis vitórias e quatro derrotas. Foi dispensado após ser derrotado por Alan Belcher no UFC 107. Após passagem pelo UFC, assinou com MFC estreando com derrota contra Ryan Jimmo.
Atualmente, Gouveia é policial e ex-membro da SWAT no estado da Flórida, atuando como instrutor de tiro e defesa pessoal. Possui  duas academias da American Top Team, das quais também é instrutor; ATT West Pines e ATT Miramar.